# SN 1998bo
SN 1998bo – supernowa typu Ic odkryta 22 kwietnia 1998 roku w galaktyce E185-G31. W momencie odkrycia miała maksymalną jasność 18,00m.